# Šutmansko jezero
Šutmansko jezero (alb. Liqeni i Shutmanit, srp. Шутманско језеро) je ledenjačko jezero na Šar planini, na jugu Kosova je jedno od najvećih planinskih jezera na toj planini.
Nalazi se na 2,070 m/nm. Najveća dužina jezera je 160 m, a širinu od 100 m. Duboko je 1,1 m.

## Vanjske poveznice
|  | Zajednički poslužitelj ima još gradiva o temi Šutmansko jezero |